# باندپایه

طیف سیگنال باندپایه، انرژی E در واحد فرکانس به عنوان تابعی از فرکانس f. انرژی کل سطح زیر منحنی است.

باندپایه سیگنالی است که دارای یک فرکانسی نزدیک به صفر است، یعنی یک اندازه طیفی که فقط برای فرکانس‌هایی در مجاورت مبدأ غیر صفر (نامیده‌شده f = ۰) و در جای دیگر قابل اغماض است. در مخابرات و پردازش سیگنال، سیگنال‌های باندپایه بدون مدولاسیون، یعنی بدون تغییر در محدوده فرکانس‌های سیگنال، منتقل می‌شوند. باندپایه دارای فرکانس کم است در فرکانس پهنای‌باند نزدیک به ۰ هرتز تا فرکانس قطع بالاتر وجود دارد. باندپایه می‌تواند مترادف با پایین‌گذر یا غیر مدولاسیون باشد و از باندگذر، میان‌گذر، مدوله‌کننده حامل، فرکانس میانی یا فرکانس رادیویی (آراف) متفاوت است.